# Dörfl (Gemeinde Maria Neustift)
Dörfl ist eine Ortslage in den Ybbstaler Alpen in Oberösterreich wie auch Katastralgemeinde der Gemeinde Maria Neustift im Bezirk Steyr-Land.

## Geographie
Der Ort befindet sich 22 Kilometer südöstlich von Steyr und 11 km südwestlich von Waidhofen an der Ybbs, um die 3 km südöstlich von Maria Neustift. Die Streusiedlung Dörfl liegt links (südlich) im Tal des oberen Neustiftbachs, der hier auch Hundsbach heißt, und erstreckt sich am Nordhang des Lindauer Bergs (1084 m ü. A.) und Halsbergs (1042 m ü. A.) an der Gemeindegrenze zu Garsten auf 480–840 m ü. A. Höhe. 
Zur Katastralgemeinde Dörfl mit knapp 1.260 Hektar gehört auch die Streusiedlung Grub talgegenüber. Die Kreuzung Großramingstraße (L557), die entlang des Neustiftbachs verläuft, mit der Kleinramingstraße (L559), die nach Maria Neustift hinaufführt, im Neustiftgraben liegt noch im Katastralgebiet.
| Buchschachen (KG) Maria Neustift | Grub                                        | Konradsheim (KG, Std. Waidhofen a.d. Ybbs, NÖ)         |
| Hofberg                          | Kompassrose, die auf Nachbargemeinden zeigt | Großgschnaidt Kleingschnaidt (KG) (beide Gem. Gaflenz) |
| Platten (KG)                     |                                             | Lindau Neudorf (KG) (beide Gem. Gaflenz)               |

## Geschichte
1280 wurde die Gegend Neustift ein freies Amt des Benediktinerstifts Garsten. Der Ort ist schon 1313 mit 7 Häusern urkundlich. Der Name Dörfel (alte Schreibung) bezeichnet den alten Hauptsiedlungsraum, der Ort Neustift selbst war bis in das 19. Jahrhundert nur der kleine Kirchweiler bei der Pfarrkirche.
Die Ortsnamen im Raum, so die beiden Pässe Hals (am Halsberg, 882 m ü. A.) und Hals (bei Platten, 666 m ü. A.) – ein alter Passname – hinüber nach Weyer verweisen auf lokal wichtigere alte Transportwege aus der Zeit der frühneuzeitlichen Kleineisenindustrie, die hier im österreichisch-steirischen Grenzgebiet der Eisenwurzen bedeutender Wirtschaftsfaktor war.
An den etwa 40 Häusern und 200–250 Einwohnern der Ortslage hatte sich seit Mitte des 19. Jahrhunderts nicht viel geändert. Die eigenständige Ortschaft wird seit Anfang der 2000er nicht mehr geführt, und die Adressen auf Moosgraben geändert, eine etwas umfangreichere Ortslage.

## Nachweise
- 41510 – Maria Neustift. Gemeindedaten der Statistik Austria

1. 1 2  
Kurt Klein (Bearb.): Historisches Ortslexikon. Statistische Dokumentation zur Bevölkerungs- und Siedlungsgeschichte. Hrsg.: Vienna Institute of Demography [VID] d. Österreichische Akademie der Wissenschaften. Salzburg Teil 2, Maria Neustift: Dörfl
, S. 78 (Onlinedokument, Erläuterungen. Suppl.; beide PDF – o.D. [aktual.]).
Spezielle Quellenangaben: 1313: Lf. Urbar für die Herrschaft Steyr. nach Dopsch Alfons (Hrsg.): Die landesfürstlichen Urbare Nieder- und Oberösterreichs aus dem 13. und 14. Jahrhundert. Österr. Urbare I/1, 1904. •
1869 und später: Statistische Central-Commission/Bundesamt für Statistik/Österreichisches Statistisches Zentralamt/Statistik Austria (Hrsg.): Ortsverzeichnis. (Ergebnisse der Volkszählungen, ab 2011 Registerzählungen).
2. ↑  Christian II Crusius: Topographisches Post Lexicon aller Ortschaften der k.k. Erbländer, Band 2, Verlag Joh. Carl Schuender, 1799, Doerfel, S. 256, Sp. 1  (Digitalisat, Google, vollständige Ansicht).